# فونديه (إقليم فرنسي)

موقع اقليم فونديه في فرنسا

فنديه أو فونديه (بالفرنسية:  تُنطق [اسمع في هذا المتصفح]Vendée)‏ إقليم فرنسي رقم 85 يقع غرب فرنسا مطل على المحيط الأطلسي. هذا الإقليم جزء من منطقة بايي دو لا لوار. سمي باسم فونديه نسبة لنهر فونديه يتدفق عبر جنوب الإقليم. المركز الإداري لهذا الإقليم هي مدينة لاروش سوريون.

## تاريخ
قبل الثورة الفرنسية، كان هذا الإقليم الجزء الغربي من مقاطعة بواتو خلال الحكم الأرستقراطي في فرنسا. أخذ اسمه من اسم نهر شارنت الذي جزءه السلفي يتدفق عبره.
يعد إقليم فونديه واحد من الأقاليم الـ 83 التي تشكلت منها فرنسا، والتي تم إنشأها أثناء الثورة الفرنسية يوم 4 مارس 1790.
ومن عام 1793 تمرد جزء كبير من سكان هذا الإقليم ضد الثورة الفرنسية وهذا التمرد معروف باسم حرب فونديه وأدى إلى حرب أهلية عنيفة بين جيش ملكي إقليمي والجيش الثوري الوطني. واستمر التمرد بشكل متقطع حتى ظهور نابليون بونابرت الأول في بداية القرن التاسع عشر.

## جغرافية
يعتبر إقليم فونديه جزء من منطقة بايي دو لا لوار ويحيط به كل من الأقاليم التالية: لوار الأطلسية (بالفرنسية: Loire Atlantique) في الشمال، ماين ولوار (بالفرنسية: Maine-et-Loire) في الشمال الشرقي، اللذان من أقاليم منطقة بايي دو لا لوار ودو سيفر (بالفرنسية: Deux-Sèvres) في الشرق، شارنت ماريتيم (بالفرنسية: Charente Maritime) في الجنوب، اللذان من أقاليم منطقة بواتو شارنت والمحيط الأطلسي في الغرب.

## السكان في الإقليم
يسكن في الإقليم وفق تعداد عام 2011 حوالي 642.000 نسمة، يعيشون في مساحة تقدر بـ 6,720 كلم2، واما الكثافة السكانية فهي 95 نسمة لكل كلم2.

## أهم المدن
- لاروش سوريون (بالفرنسية: La Roche-Sur-Yon) وهي العاصمة التي تقع في وسط الإقليم وعدد سكانها حوالي 53.000 نسمة (2011).
- شالان (بالفرنسية: Challans). تقع هذه المدينة في غرب شمال الإقليم وعدد سكانها حوالي 19.000 نسمة (2011).
- ليز إيربيه (بالفرنسية: Les Herbiers). تقع هذه المدينة في شرق شمال الإقليم وعدد سكانها حوالي 15.400 نسمة (2011).
- فونتاي لو كونت (بالفرنسية: Fontenay-Le-Comte). تقع هذه المدينة في شرق جنوب الإقليم وعدد سكانها حوالي 14.200 نسمة (2011).
- ليسابل دولون (بالفرنسية: Les Sables d'Olonne). تطل هذه المدينة على المحيط الأطلسي في غرب جنوب الإقليم وعدد سكانها حوالي 14.000 نسمة (2011).

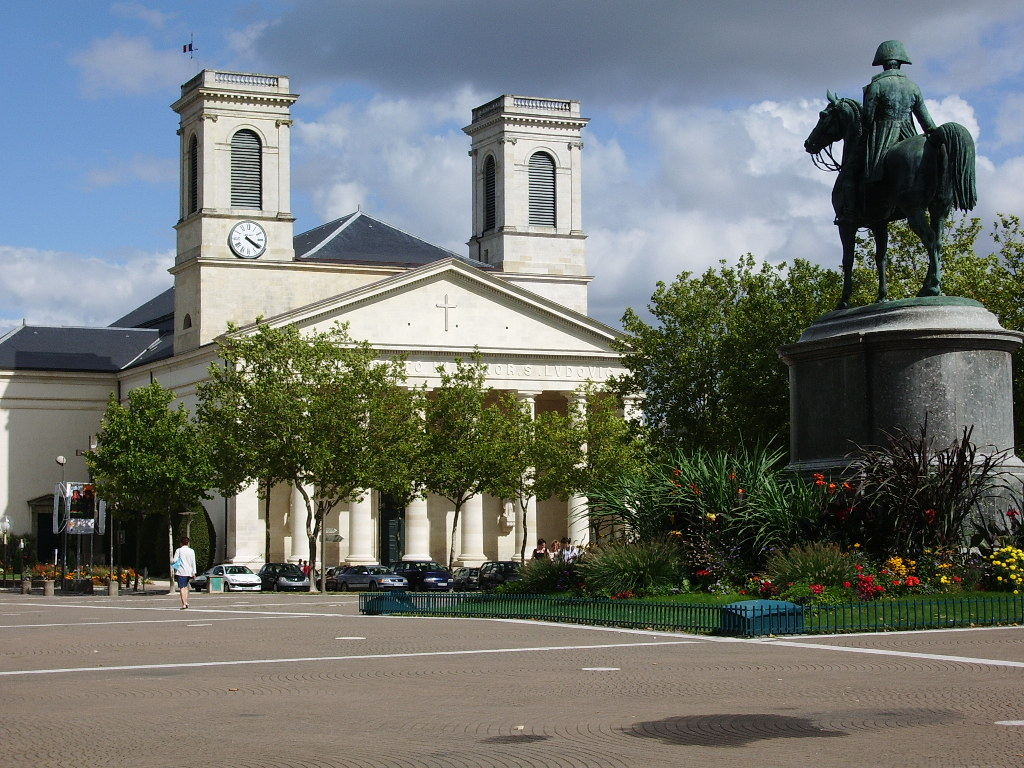
لاروش سوريون
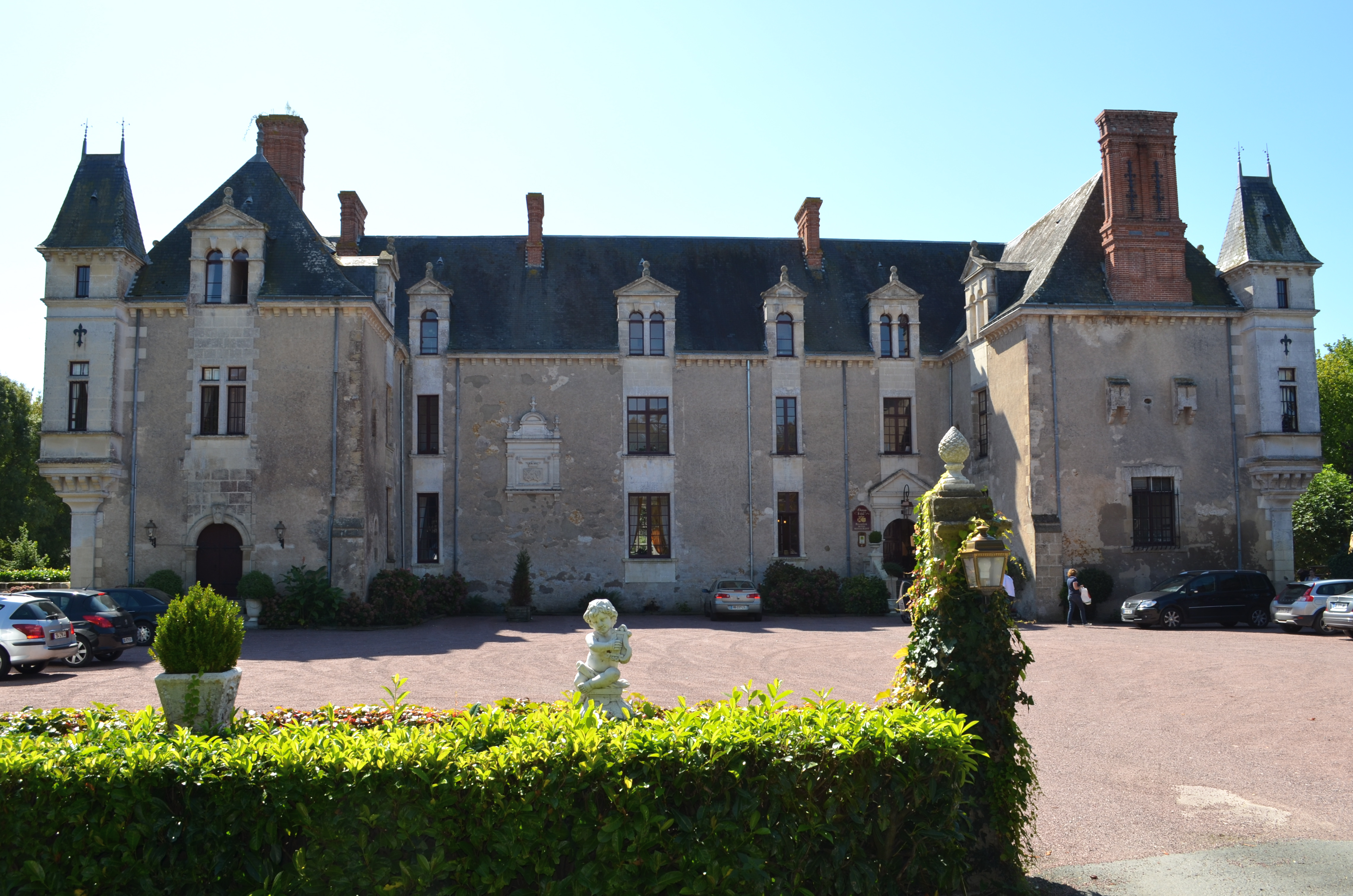
شالان
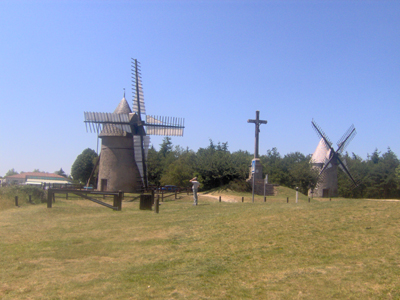
ليز إيربيه
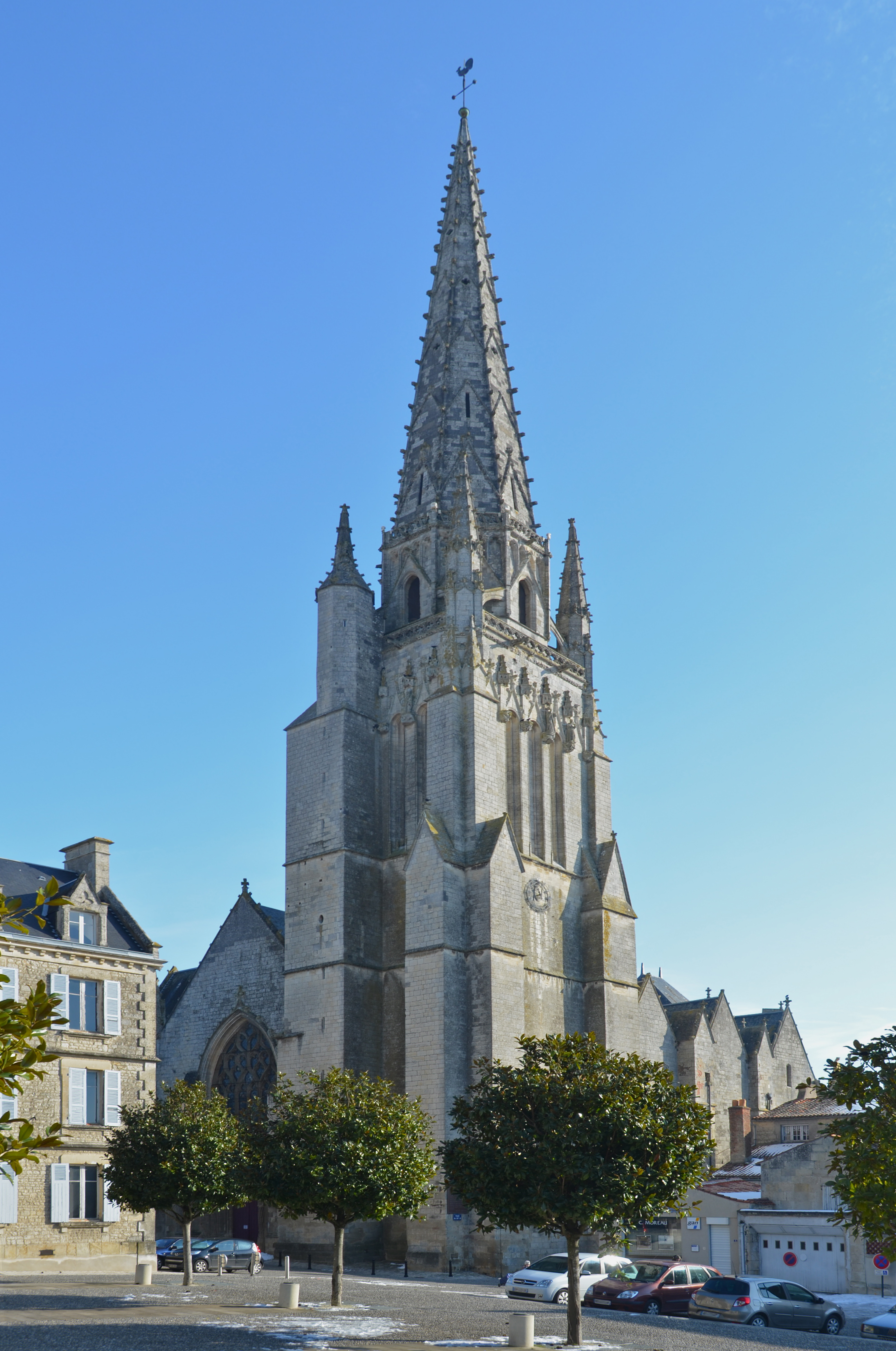
فونتاي لو كونت
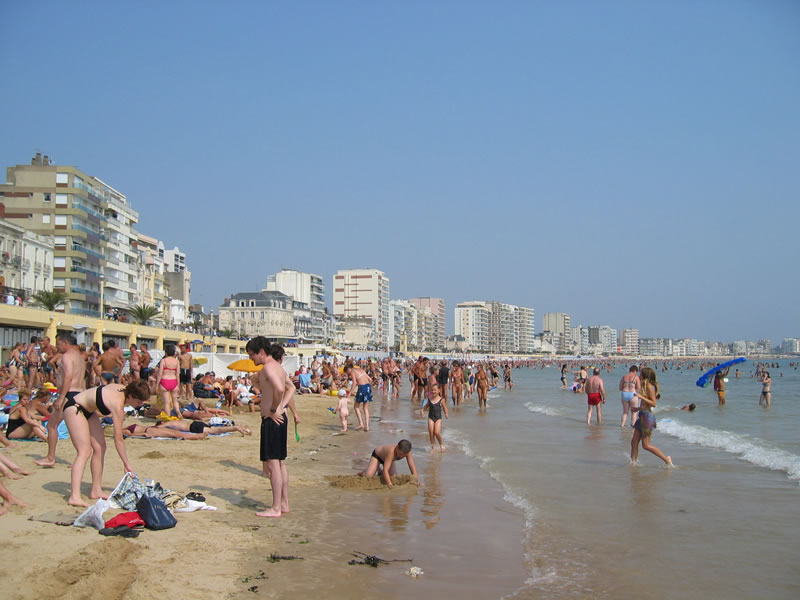
ليسابل دولون
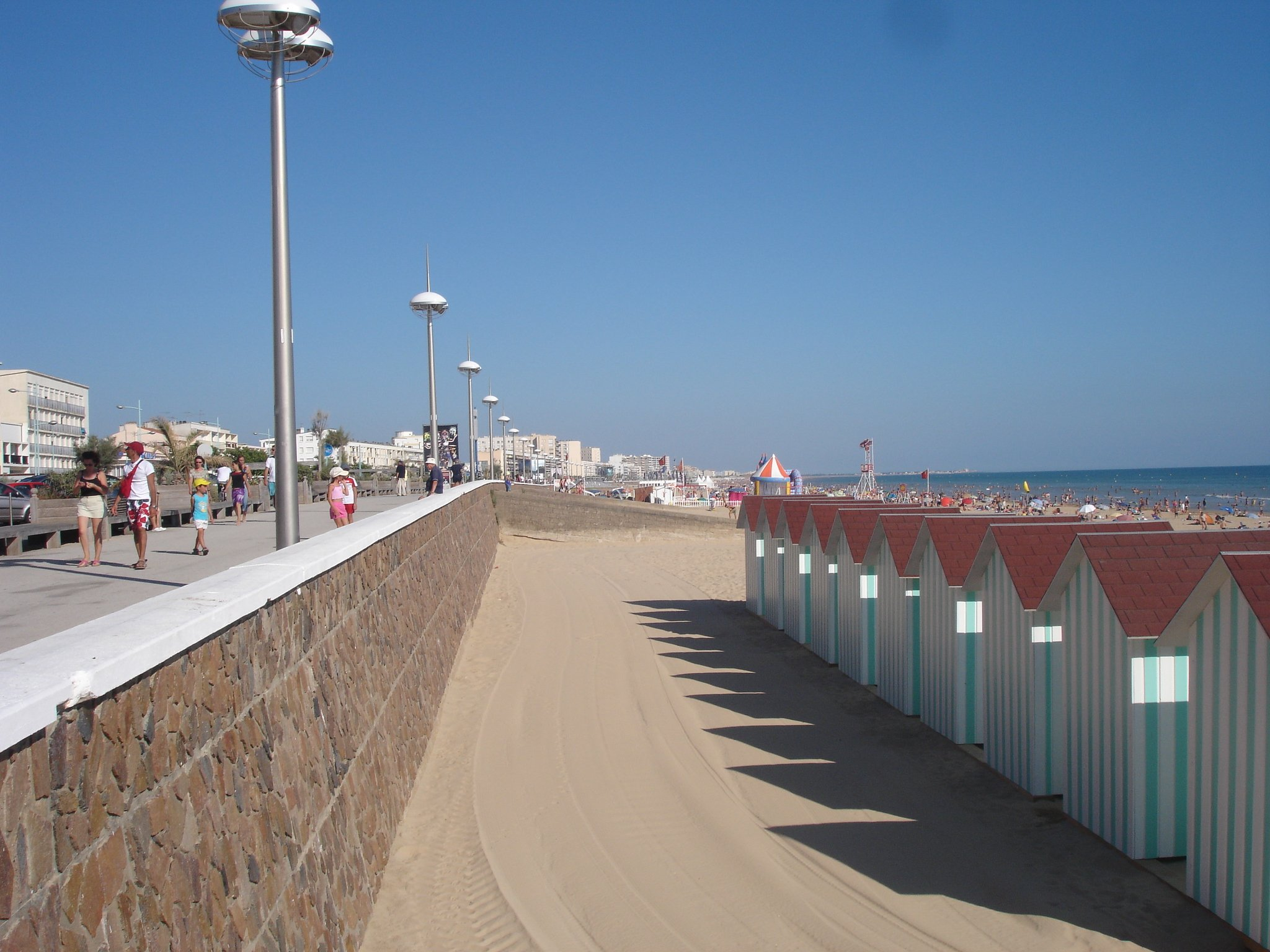
سان جان دومو
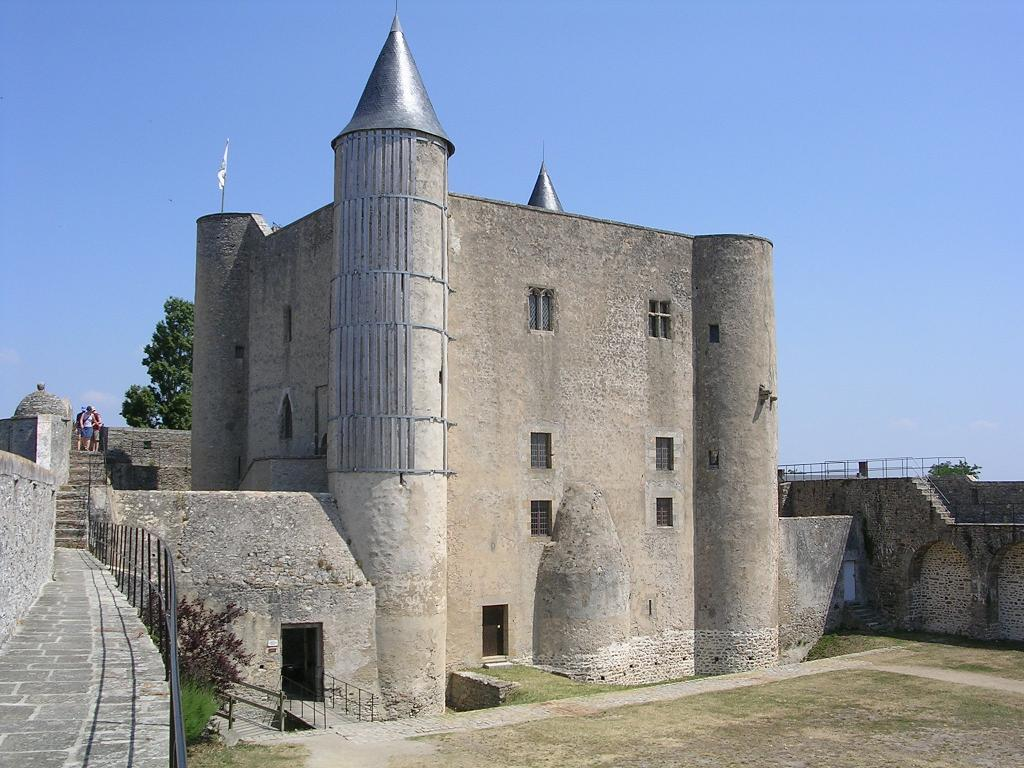
نوارموتييه أونيل

## شخصيات
- فرانسوا فييت (1540 - 1603) (بالفرنسية François Viète) عالم رياضيات فرنسي.
- ريشيليو (بالفرنسية Richelieu) أو الكاردينال ريشيليو (1585 - 1642) رجل دولة ورجل دين ونبيل فرنسي
- رينيه أنطوان فيرشو دي ريومور (1757 - 1683) (بالفرنسية: René Antoine Ferchault de Réaumur) عالم فرنسي في الفيزياء والعلوم الطبيعية
- جورج كليمنصو(1841 - 1929) (بالفرنسية Georges Clemenceau) رجل دولة فرنسي
- ماكسيم بوسيس (1955) (بالفرنسية Maxime Bossis) لاعب كرة قدم فرنسي